# Brave Love, TIGA
「Brave Love, TIGA」（ブレーブ・ラブ, ティガ）は、岸谷五朗を団長とする1曲限りのチャリティーユニット「地球防衛団」のシングル。1996年10月21日にエアーズから8cmCDでリリースされた。1996年から1997年まで放送された、毎日放送・TBSテレビ系特撮テレビドラマ「ウルトラマンティガ」のエンディングテーマに使用された。

## 概要
地球防衛団は、エイズ啓発運動「Act Against AIDS」コンサートの参加者の中から、団長の岸谷五朗に選ばれた、宇都宮隆、唐沢寿明、木根尚登、寺脇康文、西村雅彦、爆風スランプ、ホンジャマカ、福田裕彦らのメンバーで構成された1曲限りのチャリティ・ユニットであった。歌唱印税はエイズ撲滅運動のために全額寄付された。楽曲は、1996年から1997年まで放送されたTBSテレビ系特撮テレビドラマ「ウルトラマンティガ」エンディング・テーマに起用された。当初は中盤からエンディング・テーマを変更するという案もあったが、本曲が好評だったため取り止めになった。

## 収録曲
1. Brave Love, TIGA
作詞：サンプラザ中野
作曲：バーベQ和佐田
編曲：福田裕彦
プロデューサー：岸谷五朗[3]
歌：地球防衛団
団長：岸谷五朗
メンバー：宇都宮隆、唐沢寿明、木根尚登、爆風スランプ、寺脇康文、西村雅彦、パトリック・ボンマリート、福田裕彦、ホンジャマカ（石塚英彦、恵俊彰）
  - 毎日放送・TBSテレビ系特撮テレビドラマ「ウルトラマンティガ」エンディングテーマ。
  - 松竹系「ウルトラマンティガ THE FINAL ODYSSEY」挿入歌。
2. Brave Love, TIGA（オリジナルカラオケ）
  - TBSテレビ系特撮テレビドラマ「ウルトラマンダイナ」第36話 エンディングテーマ 。カラオケにメロディパートの演奏を被せた「（Instrumental Version）」バージョン。

## カバー
- 爆風スランプ（地球防衛団 三日月分隊名義） - アコースティック・ギターで演奏された「(仮)」バージョン。『決定版!爆風スランプ大全集2 〜The Very Best Of パッパラー河合〜』（1997年）に収録。
- 水木一郎、宮内タカユキ - 日本コロムビアのアルバムのカバー版。
- 這いよれ! ニャル子さん - 『邪名曲たち』（2013年）に収録。